# Батанов Борис Олексійович
Борис Олексійович Батанов (нар. 15 липня 1934, Москва, СРСР — пом. 18 червня 2004, Москва, СРСР) — радянський російський футболіст та тренер, виступав на позиції півзахисника. Майстер спорту СРСР. Батько фігуристки Олени Батанової, тесть хокеїста Ігоря Ларіонова.

## Клубна кар'єра
Вихованець клубу «Метробуд» (Москва). Футбольну кар'єру розпочав 1955 року у військовому клубі БОФ (Севастополь). У 1958 році прийняв запрошення ленінградського «Зеніту». На початку 1960 року перейшов у московське «Торпедо». У 1967 році приєднався до горьківської «Волги», у футболці якої завершив кар'єру гравця.

## Кар'єра в збірній
У 1959 році виступав за олімпійську збірну СРСР. 18 червня 1961 року зіграв свій єдиний (товариський) матч за збірну СРСР, проти Туреччини.

## Кар'єра тренера
По завершенні кар'єри гравця розпочав тренерську діяльність. З 1968 по 1973 року допомагав тренувати московське «Торпедо». У 1973—1974 році працював тренером у ДЮСШ «Торпедо» (Москва). З січня по 25 вересня 1975 року очолював казанський «Рубін», а в 1977 році — владивостоцький «Промінь». На початку 1978 року очолив сімферопольську «Таврію», якою керував до 10 червня 1978 року. З липня 1978 по 1980 рік тренував «Москвича», а з 1981 року по квітень 1982 року — каширське «Динамо». У 1984 році знову приєднався до тренерського штабу московського «Торпедо», але у вересні того ж року очолив «Амур» (Благовєщенськ). Потім тренував «Торпедо» (Волзький) та «Волжанин» (Кінешма).
18 червня 2004 помер у Москві на 69-у році життя.

## Статистика виступів

### У збірній
| Дата      | Місто  | Господарі | Результат | Гості     | Турнір            | Голи | Примітки |
| --------- | ------ | --------- | --------- | --------- | ----------------- | ---- | -------- |
| 18-6-1961 | Москва | СРСР      | 1 – 0     | Туреччина | Відбір до ЧС 1962 | -    |          |
| Усього    |        | Матчів    | 1         |           | Голів             | 0    |          |

## Досягнення

### Як гравця
«Торпедо» (Москва)
- Клас «А»
  -  Чемпіон (2): 1960, 1965
  -  Срібний призер (2): 1961, 1964

- Кубок СРСР
  -  Володар (1): 1960

### Індивідуальні
- У списку 33 найкращих футболістів сезону в СРСР (2): № 2 (1959, 1960)

### Відзнаки
- Майстер спорту СРСР